# Betta akarensis
El Betta akar o Beta de acar, Betta akarensis es una especie de pez de la familia de los  laberíntidos.

## Morfología y descripción
Es un pez que mide 14 Cm.
Espinas dorsales (total): 1; Radios blandos dorsales (total): 7-8; Espinas anales: 1 - 2;  radios blandos anales: 26 - 28; vértebras: 31 - 32. Diferencia de otros miembros del grupo de las especies por la siguiente combinación de caracteres: opérculo con apariencia de banda postorbital; los radios de la aleta anal 28-30; escamas subdorsales 5-6; escamas laterales 31-33; escamas predorsales 22-25 ; escamas postdorsales 10-12, longitud de 43,4-48,5% preanal SL; longitud de la cabeza 29.8-34.9% SL, longitud base de la aleta anal 49.6-56,8% SL

## Distribución
Asia, Borneo

## Biología
Viven; desde bosques pantanosos de turba de bosque y agua el ácido del pantano. Normalmente se encuentran en una sección más estancada de las corrientes entre la hojarasca y la vegetación sumergida que domina banco. Es un criador bucal.